# Metodyka nauczania
Metodyka nauczania – nauka o celowo i systematycznie stosowanych sposobach kierowania pracą uczniów w procesie nauczania. Należy do działu dydaktyki szczegółowej. Dzieli się na metodykę ogólną oraz metodykę szczegółową (metodykę przedmiotów szkolnych). Poszukiwanie efektywnych sposobów kierowania przez nauczyciela procesem uczenia się określonego przedmiotu polega na analizie celów, treści, metod i organizacyjnych form kształcenia.
Według Czesława Kupisiewicza podstawami metodyki nauczania są zasady:
- efektywności
- operatywności
- poglądowości
- przystępności
- systematyczności
- świadomego i aktywnego uczestnictwa uczniów w procesie kształcenia
- trwałości wiedzy
- wiązania teorii z praktyką

Wincenty Okoń zaproponował inną klasyfikację, wskazując przede wszystkim potrzebę:
- indywidualizacji
- poglądowości
- samodzielności
- stopniowania trudności
- systematyczności
- uspołecznienia
- wiązania teorii z praktyką